# Palazzo Muscèttola di Luperano

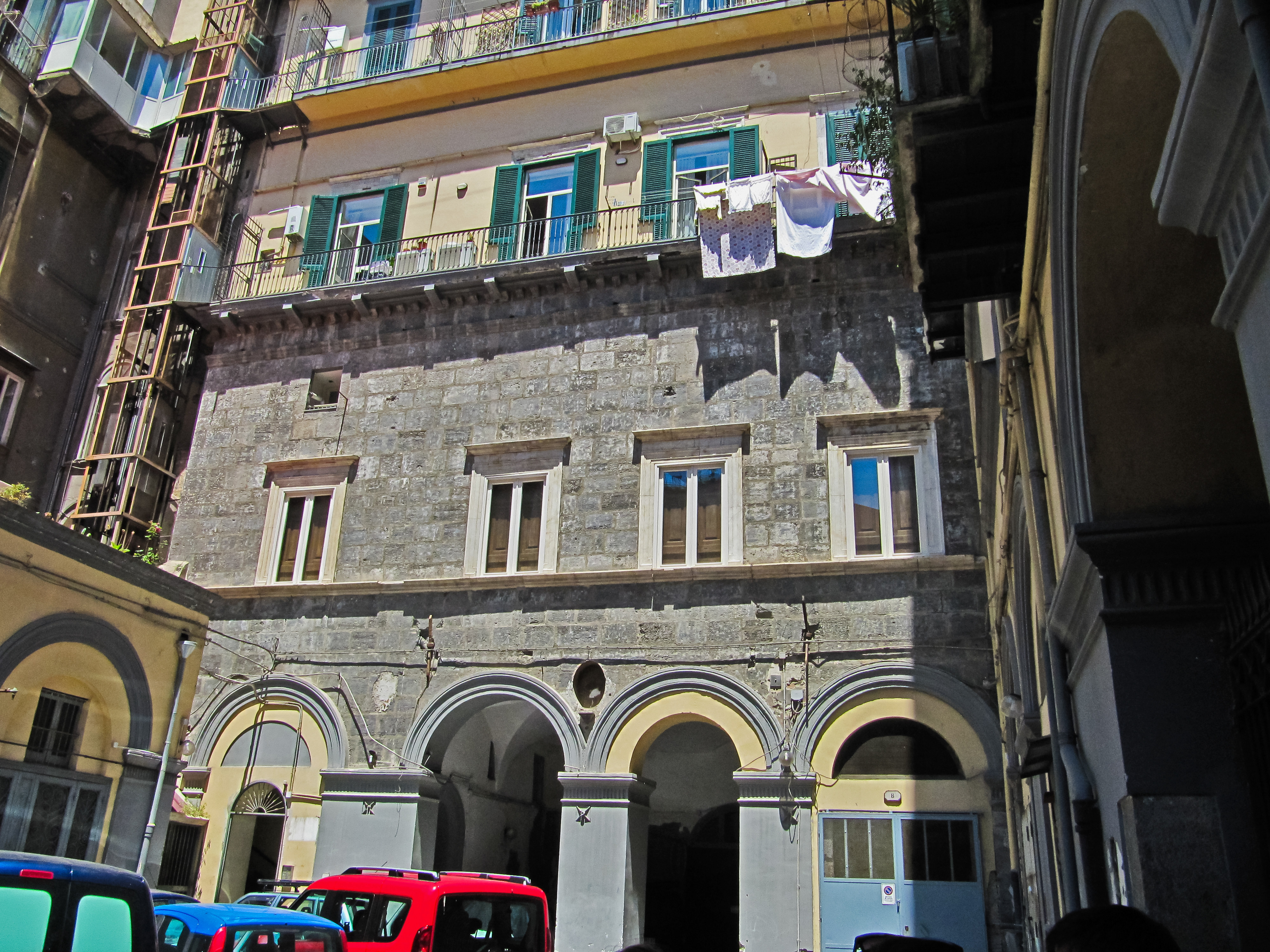
Palazzo Muscèttola di Luperano in Neapel

Der Palazzo Muscèttola di Leporano (verkrüppelt in Luperano), auch Villa Conigliera, ist ein Palast aus dem 15. Jahrhundert im Viertel Avvocata in Neapel in der italienischen Region Kampanien. Er liegt im Vico Luperano, 7 in einem Gebiet, das „Cavone“ genannt wird.

## Geschichte
Das Gebäude gehörte den Herzögen von Leporano. Im 15. Jahrhundert ließ König Alfons II. den Palast als Jagdschloss errichten, das er für die Jagd nach den zahlreichen Kaninchen, die die Gegend bevölkerten, nutzte. Die Residenz erstreckte sich bis zur Strada dell’Infrascata (heute Via Salvator Rosa). Das Projekt wurde von Giuliano da Maiano ausgearbeitet, der – laut den Schriften von Giovanni Battista Chiarini – ein mangelhaftes Gebäude schuf, also ohne Luft und ohne Wasserspiele (aufgrund der schlechten Bedingungen in der Gegend).
Wie bereits geschrieben, fiel der Palast nach dem Tod von König Alfonso II. an die Herzöge von Leporano, die das Gebäude umbauen ließen und einen Innenhof in Piperno und eine konkave Schale hinterließen, die das Wappen der Muscèttolas enthielt; letztere wurde Anfang des 20. Jahrhunderts entfernt.
Bemerkenswert blieb nur der Innenhof in Piperno mit Arkaden; dieser wurde später geschlossen, und Platz für Ladengeschäfte zu schaffen, aber von der alten Struktur des Hofes sieht man heute noch die Nischen, in denen vermutlich einst Büsten und wertvolle Dekorationen standen.